# Acanthurus chirurgus

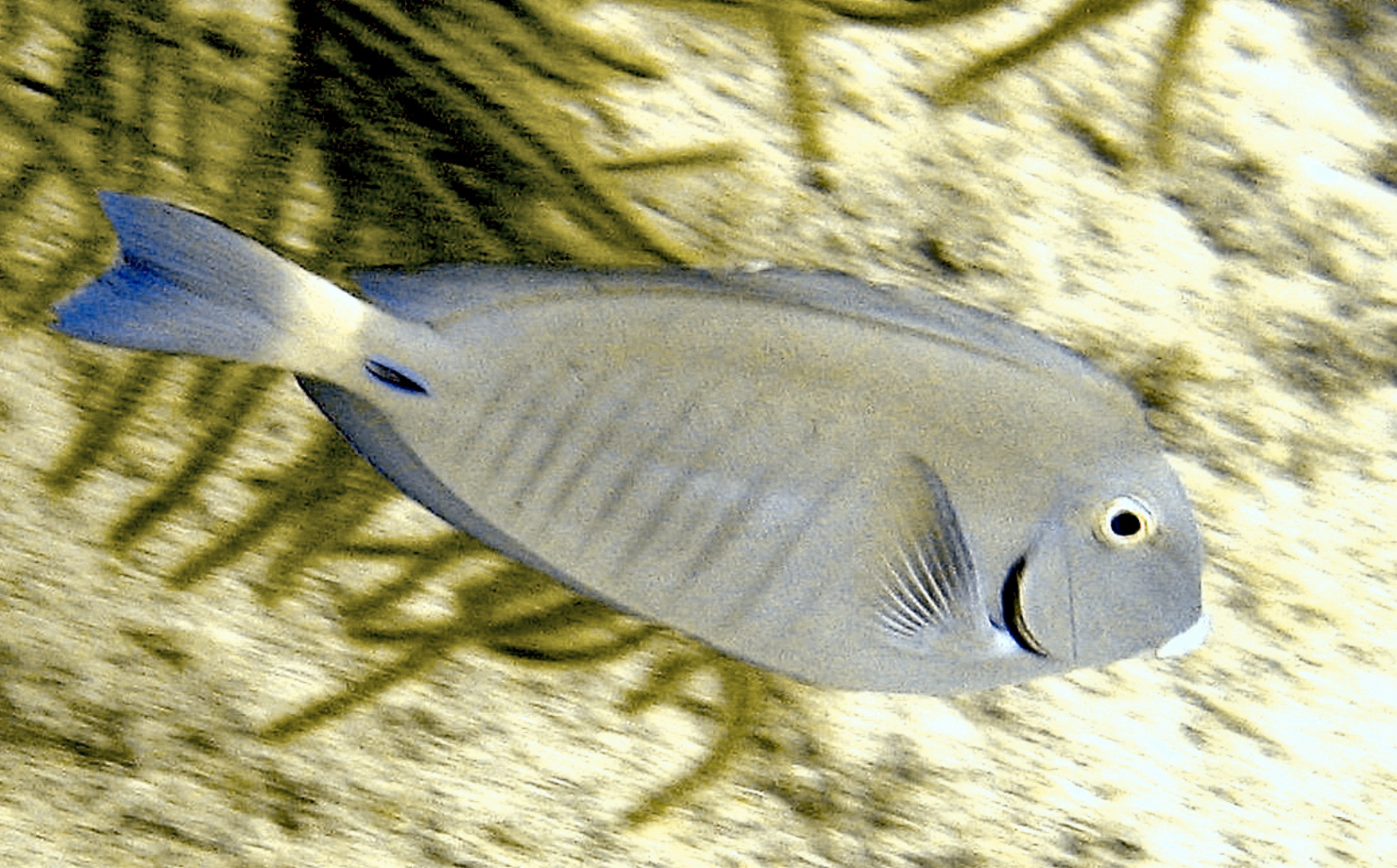
Un Acanthurus chirurgus al Yucatán

Acanthurus chirurgus és una espècie de peix pertanyent a la família dels acantúrids.

## Descripció
- Pot arribar a fer 39 cm de llargària màxima (normalment, en fa 35) i 5.100 g de pes.
- 9 espines i 24-25 radis tous a l'aleta dorsal i 3 espines i 22-23 radis tous a l'anal.
- És de color gris.[3]

## Reproducció
Les larves són planctòniques.

## Alimentació
Menja algues (acompanyades de sorra per ajudar en la digestió).

## Depredadors
És depredat per la tonyina d'aleta groga (Thunnus albacares).

## Hàbitat
És un peix marí, associat als esculls i de clima subtropical (22 °C-25 °C; 37°N-7°S, 89°W-34°W) que viu entre 2 i 25 m de fondària (normalment, entre 2 i 15).

## Distribució geogràfica
Es troba a l'Atlàntic occidental (des de Massachusetts, Bermuda i el nord del golf de Mèxic fins a São Paulo -el Brasil-) i l'Atlàntic oriental (el Senegal).

## Costums
És principalment diürn.

## Observacions
Té espines que poden infligir ferides doloroses.